# 민건호 필사본 일괄
민건호 필사본 일괄(閔建鎬 筆寫本 一括)은 부산광역시 남구 부산광역시립박물관에 있는 조선시대의 민건호(閔建鎬, 1843년 8월 27일 ~ 1920년 1월 19일) 저작 필사본이다. 2018년 1월 31일 부산광역시의 유형문화재 제187호로 지정되었다.

## 개요
《해은일록(海隱日錄)》 29책, 《해은만록(海隱謾錄)》 1책, 《해은수연운(海隱壽宴韻)》 1책, 《동행일록(東行日錄)》 1책, 합계 32책이다. 저자는 민건호(閔建鎬)다. 민건호는 전라남도 해남 출신이다. 1843년 8월 27일 태어나서, 1920년 1월 19일 사망하였다. 1883년 12월 부산항 감리서 서기로 관료 생활을 시작하였다. 그 이후 감리서 방판, 다대진첨사 등을 역임하면서 1894년까지 부산에 생활하였다. 이때 쓴 일기가 《해은일록》이다.
1881년 박정양(朴定陽) 등 12명의 관료를 중심으로 구성된 조사시찰단(朝士視察團)이 일본에 파견되었을 때 관련 이헌영의 수행원으로 참여한 민건호가 쓴 일기가 《동행일록》(東行日錄)이다.
《해은만록》은 민건호가 자신의 글 중에서 시문을 가려 뽑아 집성한 것이다.
《해은수연운》은 1903년 8월 27일, 61세 환갑 생일 잔치 때 모인 사람들이 지은 축하시를 모아 놓은 책이다.

## 참고 문헌
- 민건호 필사본 일괄 - 국가유산청 국가유산포털